# Abgeordnetenhaus (Polen-Litauen)
Das Abgeordnetenhaus von Polen-Litauen (polnisch Izba Poselska I Rzeczpospolitej) war vom 15. bis zum 18. Jahrhundert die niedere Kammer des polnisch-litauischen Parlaments in Ergänzung zur höcheren Kammer, dem Senat. Zusammen mit dem Senat bildete sie den Sejm. Der König, der Senat und das Abgeordnetenhaus bildeten zusammen die Sejm-abhaltenden Stände.

## Geschichte
Die Abgeordnetenkammer entstand im 15. Jahrhundert aus den Vertretern der von den Rittern gewählten Landtage, die seit dem Hoch- und Spätmittelalter auf Verlangen der polnischen Monarchen zusammenkamen. Die erste Abgeordnetenkammer in der Krone trat auf dem Sejm von Piotrków 1493 zusammen, als die Vertreter der Landtage eine eigene Kammer bildeten, die von dem Senat der geistlichen Würdenträger und Magnaten verschieden war.
Im Zuge der Union von Lublin 1569 wurde die Abgeordnetenkammer um die Abgeordneten aus Litauen erweitert. Die Kammer besaß seither zwischen 140 und 170 Mitglieder, wobei 48 aus Litauen stammten. Litauen entsandte immer zwei Abgeordnete pro Kreis. Die Anzahl der Abgeordneten aus der Krone schwankte, so dass die Gesamtzahl zwischen 140 und 170 lag. Im Abgeordnetenhaus saßen auch Vertreter einiger Städte, denen das Adelsrecht zugesprochen wurde, insbesondere den Königsstädten Krakau und Vilnius, später auch Lublin, Lemberg, Danzig und Kamjanez-Podilskyj. Deren Vertreter hatten jedoch bis zu den Reformen von 1791 zwar Rede- aber kein Stimmrecht in der Versammlung.
Abgeordnete waren in der frühen Neuzeit in der Regel Vertreter des mittleren Adels. Die Magnaten bekleideten in der Regel Senatsämter. Einige Magnaten ließen jedoch ihre jungen Söhne in das Abgeordnetenhaus wählen, damit diese erste politische Erfahrung sammeln konnten. Dagegen bekleideten Magnaten ab der Mitte des 16. Jahrhunderts das Amt des Sejmmarschalls, der die Sitzungen des Abgeordnetenhauses leitete. In der Sachsenzeit und der Aufklärung wurden immer öfter auch Vertreter des Kleinadels in das Abgeordnetenhaus gewählt, die materiell von einem Magnaten oder ausländischem Botschafter abhängig waren, der ihre Wahl finanzierte.
In der frühen Neuzeit spielte die Konfession der Abgeordneten eine untergeordnete Rolle. Um die Mitte des 16. Jahrhunderts hatten sogar die Protestanten zeitweise die Mehrheit im polnischen Sejm. Die änderte sich jedoch unter der Regierung von Sigismund III. Wasa, als die Andersgläubigen immer mehr unter Druck gerieten. Bogusław Leszczyński wurde 1641 zum Sejmmarschall gewählt, er war der letzte Protestant, der dieses Amt bekleidete. Die Anzahl der protestantischen Abgeordneten sank in der zweiten Hälfte des 17. Jahrhunderts. 1718 wurde erstmals ein protestantischer Abgeordneter, Andrzej Piotrowski, auf Drängen des katholischen Klerus an der Stimmabgabe aufgrund seines Glaubens gehindert. 1763 wurde allgemein verfügt, dass Protestanten nicht mehr abstimmungsberechtigt waren. Diese Verfügung wurde 1768 vom Abgeordnetenhaus als Gesetz verabschiedet, so dass seit dieser Zeit keine Protestanten mehr im Abgeordnetenhaus vertreten waren. Das Abgeordnetenhaus verlor jedoch im 18. Jahrhundert allgemein zu Gunsten des Senats an Bedeutung.
Der Sejm wurde in der Verfassung vom 3. Mai 1791 grundlegend reformiert. Der Senat verlor wieder Kompetenzen an die Abgeordnetenkammer. Das Gesetzesinitiativrecht sollte nur noch der Abgeordnetenkammer zukommen. Ein Vetorecht stand dem Senat nicht zu, er konnte Legislativarbeiten der Abgeordnetenkammer in gewissen Fällen nur noch verzögern, in anderen Fällen sollte bei Unstimmigkeit zwischen beiden Kammern die Generalversammlung beider Kammern entscheiden. Bei Verfassungsänderungen, die spätestens alle 25 Jahre geprüft werden sollten, hatte der Senat nur noch ein Beratungsrecht. In den Sejmgerichten waren die Abgeordneten zugelassen. Durch die Zweite und Dritte Polnische Teilung 1793/1795 kam es nicht mehr zur Implementierung der Reformen. Der letzte Senat Polen-Litauens kam 1793 zusammen.

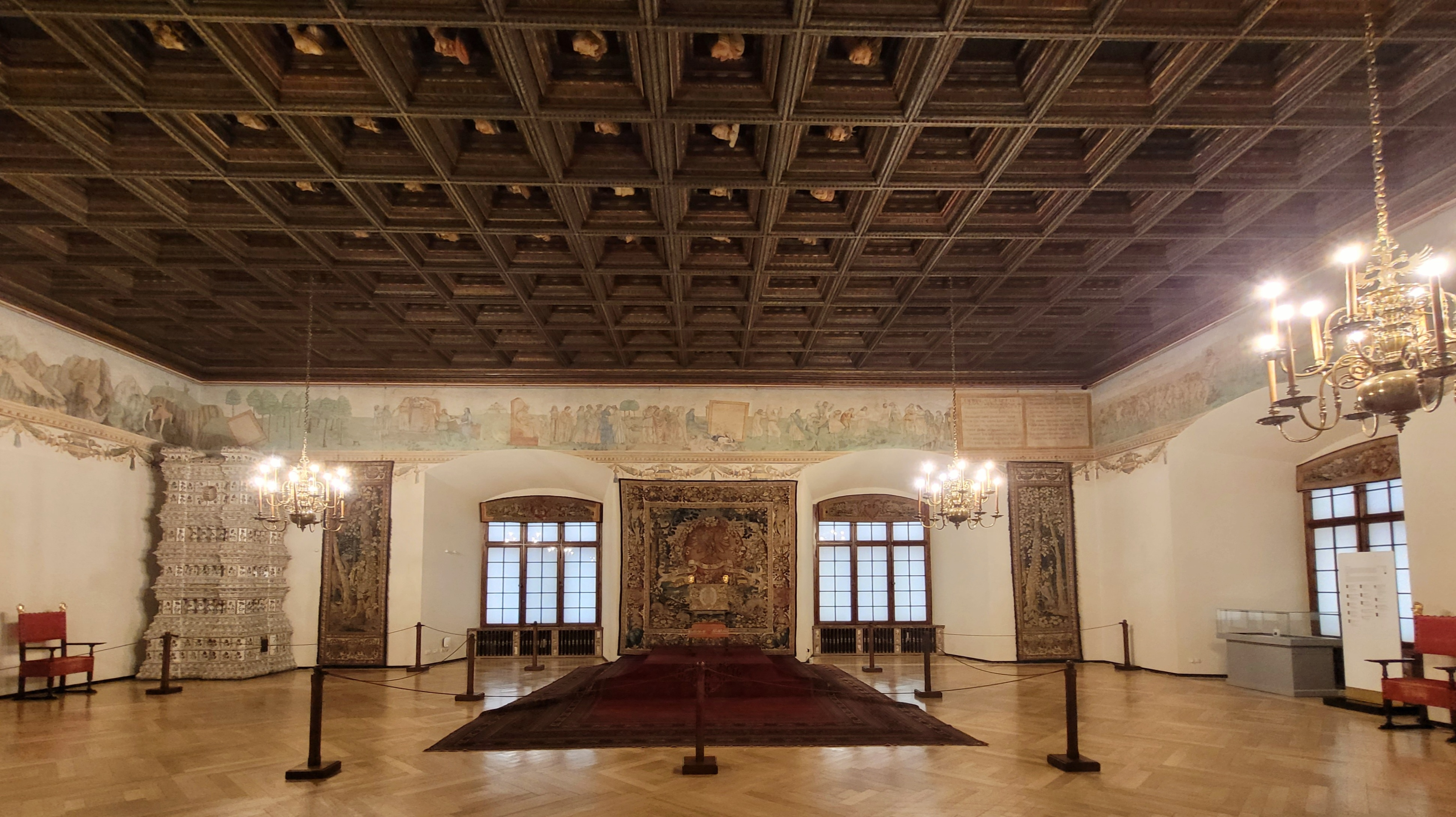
Krakauer Abgeordnetensaal

Das Abgeordnetenhaus kam in verschiedenen Örtlichkeiten zusammen, im 15. und 16. Jahrhundert vor allem auf dem Königsschloss auf dem Wawel in Krakau, ab dem 17. Jahrhundert vor allem im Königsschloss in Warschau. Der neue und der alte Saal der Abgeordnetenkammer im Warschauer Königsschloss wurde nach der Zerstörung im Zweiten Weltkrieg wiederhergestellt.

## Nachweise
- R. Łaszewski, S. Salmonowicz, Historia ustroju Polski, Toruń 2001
- J. Bardach, B. Leśnodorski, M. Pietrzak, Historia ustroju i prawa polskiego, Warszawa 2003